# Municipio de West Lancaster
El municipio de West Lancaster (en inglés: West Lancaster Township) es un municipio ubicado en el condado de Keokuk en el estado estadounidense de Iowa. En el año 2010 tenía una población de 214 habitantes y una densidad poblacional de 3,27 personas por km².

## Geografía
El municipio de West Lancaster se encuentra ubicado en las coordenadas 41°16′14″N 92°13′38″O / 41.27056, -92.22722. Según la Oficina del Censo de los Estados Unidos, el municipio tiene una superficie total de 65.49 km², de la cual 65,4 km² corresponden a tierra firme y (0,14 %) 0,09 km² es agua.

## Demografía
Según el censo de 2010, había 214 personas residiendo en el municipio de West Lancaster. La densidad de población era de 3,27 hab./km². De los 214 habitantes, el municipio de West Lancaster estaba compuesto por el 99,53 % blancos y el 0,47 % eran de una mezcla de razas. Del total de la población el 0 % eran hispanos o latinos de cualquier raza.